# Еттрингіт
Еттрингіт — рідкісний мінерал.

## Опис
Хімічна формула: Са6[Al(OH)6]2(SO4)3·24Н2О.
Сингонія гексагональна. Габітус призм. Спайність досконала по {1010}. Агрегати тонковолокнисті. Колір білий, безбарвний. Тв. 2—2,5. Густина 1,79. Знайдений ксенолітах вапняка, в лейцит-нефеліновому тефриті, в контактах вапняка з долеритом. Продукт зміни алюмосилікатів Са. Синонім: вудфордит.
Застосовується як важливий компонент тампонажних матеріалів, що розширюються при твердінні.